# Cambarus nerterius
Cambarus nerterius là một loài tôm sông trong họ Cambaridae. Nó là loài đặc hữu của the state of West Virginia in Hoa Kỳ. Nó chỉ được tìm thấy ở or immediately adjacent to caves in Greenbrier và Pocahontas counties, and is included on the Sách Đỏ IUCN as a Near Threatened species.